# Gabi Rennie
Gabrielle Rose Rennie (* 7. Juli 2001 in Christchurch) ist eine neuseeländische Fußballspielerin.

## Karriere

### Klub
Mindestens ab der Saison 2018 spielte sie für Canterbury United Pride in der National Women’s League. Auch in den nächsten Spielzeiten kam sie oft zu Torerfolgen und hatte am Ende ihrer Zeit hier insgesamt 20 Tore im Ligabetrieb gemacht. Im Anschluss an die Saison 2020 zog sie in die USA, um ein Studium an der Indiana University anzufangen. Dort spielte sie in den nächsten beiden Spielzeiten dann auch für die Indiana Hoosiers. Zur Saison 2022 schloss sie sich dem Team der Arizona State Sun Devils an.

### Nationalmannschaft
Mit der neuseeländischen U17 nahm sie an der Weltmeisterschaft 2018 teil und gewann mit ihrer Mannschaft hier eine historische Bronze-Medaille. Im selben Jahr nahm sie mit der U20 sogar noch auch an der Weltmeisterschaft teil, kam hier aber nur zu einem Einsatz.
Ihr Debüt bei der A-Nationalmannschaft hatte sie dann beim Olympiaturnier der Spiele 2020, wo sie in allen drei Spielen der Mannschaft zum Einsatz kam und eines der zwei Turniertore ihres Teams erzielte. Anschließend folgten noch weitere Einsätze bei Freundschaftsspielen und Einladungsturnieren.
Am 30. Juni wurde sie für den Kader der Mannschaft bei der Weltmeisterschaft 2023 nominiert, kam in zwei der drei Spiele ihres Teams zum Einsatz und schied mit ihrer Mannschaft nach der Vorrunde aus.